# Barra Flinders

Esquema de una bitácora con los elementos usados para corregir el desvío de aguja: 1- Lantías. 2- Esferas de Thomson. 3- Alojamiento para imanes longitudinales. 4- Alojamiento para imanes trasversales. 5- Barra Flinders.

Una barra Flinders es una barra vertical de hierro dulce que se coloca dentro de una caja en el lateral de una bitácora. Se usa para contrarrestar el magnetismo vertical propio de cada buque que es parcialmente responsable del desvío de aguja. El proceso de compensación de la aguja náutica incluye otros mecanismos compensadores como los imanes, las esferas de Thomson, etc.
Cuando los mecanismos compensadores del desvío de aguja no son suficientes para compensar el desvío, se elabora una tablilla de desvíos de la aguja náutica con respecto al norte magnético, que el navegante debe consultar para conocer la ubicación del norte magnético, para conocer el norte verdadero siempre habrá que añadir la declinación magnética como se muestra en la siguiente fórmula.
Norte verdadero = norte de aguja + desvío + declinación magnética. Si la aguja está bien compensada, el desvío será cero.
El nombre de la barra procede de su inventor, el inglés Matthew Flinders (1774-1814), capitán de navío e investigador del magnetismo, quien recomendó su uso en 1812.